# 疯狂出租车系列
疯狂出租车系列是一款由Hitmaker制作、世嘉发行的竞速类游戏系列。最初的游戏于1999年在街机发行。游戏获得商业成功。随后世嘉于2000年将其移植至Dreamcast。

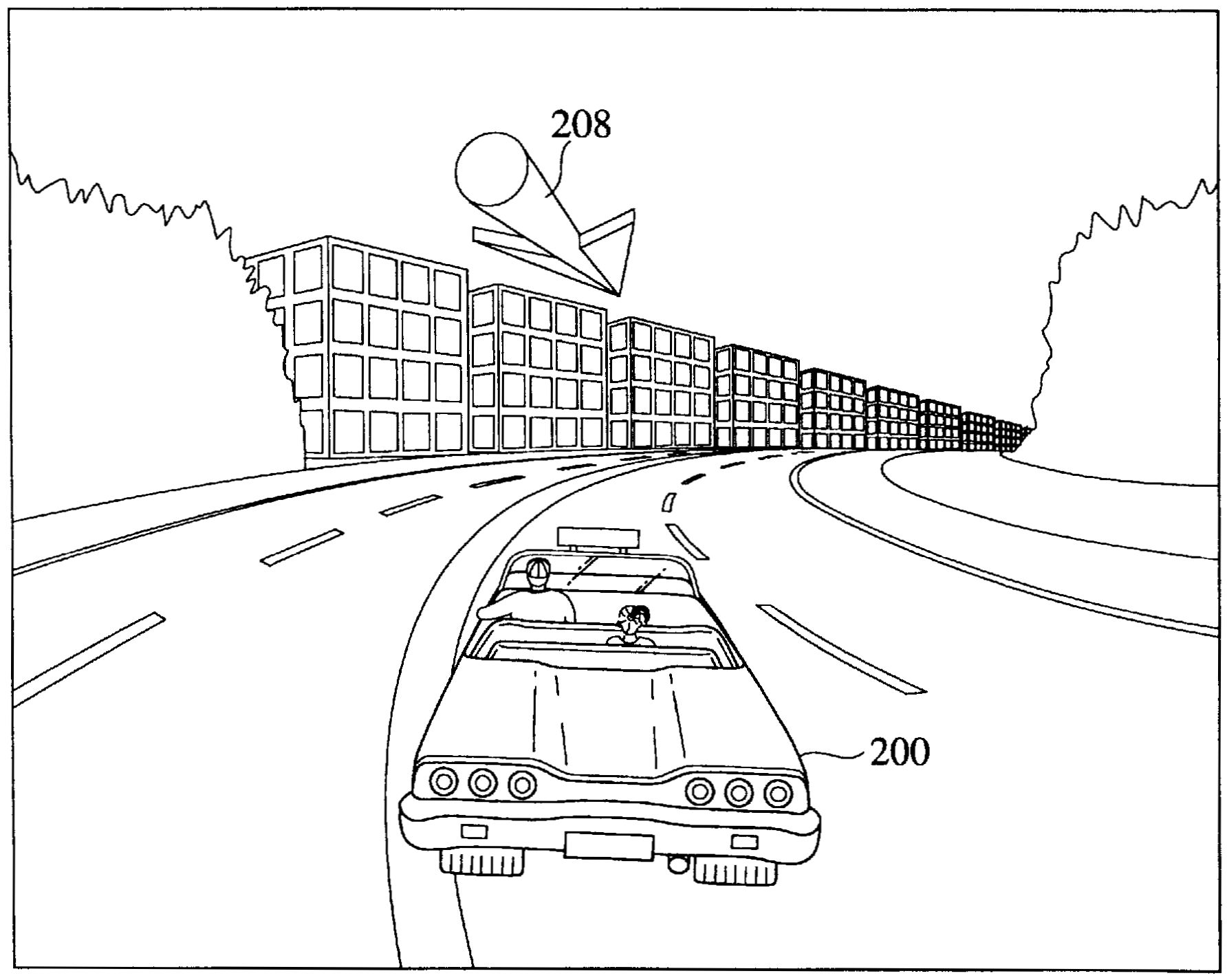
瘋狂計程車的美國專利

玩家担任出租车司机，在游戏中需要尽可能多的载更多乘客和赚取更多的金钱。

## 游戏
- 疯狂出租车
- 疯狂出租车2
- 疯狂出租车3：高速狂奔
- 疯狂出租车 抢客
- 疯狂出租车 乘客大战

初代《疯狂出租车》成为世嘉Dreamcast平台最佳销售游戏之一。